# Кан де паллейро
Кан де палле́йро, или собака палле́йро (галис. can de palleiro), — порода пастушьих собак, выведенная в Испании. Собак этой редчайшей породы можно увидеть на территориях, расположенных вдоль побережья Пиренейского полуострова, но за пределами Испании они практически не встречаются. Живут в полевых условиях, за манеру отдыхать на скирде соломы или сеновале кан де паллейро также называют соломенной собакой. Международной кинологической федерацией не признана.

## История породы
Собака паллейро происходит из Галисии — исторической области в северо-западной части Испании, где она объявлена национальным достоянием и где сосредоточено её основное поголовье, составляющее не более пятисот особей. Устные и литературные источники характеризуют её как незаменимого помощника скотоводов, выполняющего функции пастуха и сторожа. Кан де паллейро имеет европейское происхождение, а распространение кельтов на всей территории Европы со второй половины I тысячелетия до нашей эры даёт основания утверждать, что порода является родственником современных пород галльского происхождения — као де кастро-лаборейро, бельгийских, голландских, пикардийских и немецких овчарок.
…нет ничего более галисийского, чем кан де паллейро.Рамон Пернас
Разведением собаки паллейро в качестве отдельной породы долгое время никто целенаправленно не занимался, и с течением времени она могла исчезнуть. Однако в 1999 году Советом по сельскохозяйственному развитию и продовольствию Галисии, обратившим внимание на породу, был разработан план по восстановлению местных пород собак, который в ноябре того же года был представлен на прошедших в городе Луго III конгрессе Испанского общества и I конгрессе Пиренейского полуострова по генетическим ресурсам животных.
Стандарт породы был опубликован в 2001 году, параллельно открыта государственная племенная книга. Основанный в феврале 2002 года клуб любителей кан де паллейро позволил поднять интерес к породе и сделать её более известной.

## Внешний вид
Собака среднего роста, крепкого пропорционального сложения, с хорошо развитым костяком и мускулатурой, внешне напоминающая волка. Суки несколько ниже и легче кобелей. Движения собаки паллейро сильные и энергичные, с характерным шагом, переходящим в лёгкую рысь, и галопом, создающим впечатление минимальных затраченных усилий.
Голова клинообразной формы, её длина составляет 40 % высоты в холке. Череп широкий и плоский. Переход ото лба к морде слабо выражен. Челюсти сильные, прикус ножницеобразный. Глаза среднего размера, в зависимости от окраса собаки, от тёмно-каштанового до медового или янтарного цвета, взгляд внимательный. Уши стоячие, относительно крупные, с чуть расходящимися в сторону концами, посажены высоко. Шея мускулистая, без подвеса, поставлена под углом 45° к туловищу, при движении держится выше.
Туловище слегка удлинённое, холка явно выражена, спина крепкая, круп немного округлый. Грудная клетка широкая и глубокая, рёбра умеренно изогнутые. Хвост саблевидный, толстый у основания, посажен высоко. Конечности крепкие, лапы округлые, пальцы плотно сжаты, подушечки прочные, когти короткие, возможны нежелательные прибылые пальцы.
Шерсть прямая и густая, умеренной длины, более короткая на голове и конечностях, с грубым остевым волосом и коротким подшёрстком, особенно развитым зимой. Для кан де паллейро типичен одноцветный окрас, наиболее часто встречается песочный, коричневый, чёрный и разных оттенков рыжий. Возможен волчий (зонарный) окрас со светлым у основания и чёрным на конце волосом на корпусе, при этом нижняя часть морды, живота и конечностей имеют более светлый тон.
Высота в холке кобелей от 59 до 65 см, сук от 57 до 63 см, вес кобелей 30—38 кг, сук 25—33 кг.

## Темперамент
Собака паллейро вынослива и очень уравновешенна, строга по отношению к посторонним, но безраздельно преданна своему хозяину и беспрекословно выполняет все его команды. Хорошо относится к детям. Собака универсального рабочего применения, она способна помогать управляться со скотом, являясь настоящим тружеником на животноводческих фермах, а также сторожить имущество и быть спутником на охоте. Работает с крупным рогатым скотом, одна собака без труда загоняет полтора десятка галисийских быков средним весом 400 кг. Кан де паллейро может самостоятельно принимать достаточно сложные решения, знатоки подчёркивают её неординарные умственные способности.

## Комментарии
1. ↑  Ножницеобразным считается прикус, при котором нижние резцы примыкают к внутренней стороне верхних резцов, а нижние клыки входят в промежуток между крайними верхними резцами и верхними клыками, обеспечивая крепкую хватку[6].